# Рудник Манікуані
Рудник Манікуані — гірничодобувне підприємство на острові Манікуані, що лежить у Філіппінському морі в затоці Лейте, біля південного узбережжя острова Самар.
Розробку покладів нікелевих руд на Манікуані організувала компанія Nickel Asia Corporation (NAC, належить місцевим бізнесменам з родини Замора) через свою 100 % донку Hinatuan Mining Corporation (HMC).
Видобуток на Манікуані організували відкритим способом, оскільки поклади (мають товщину не більше за 15 метрів) залягають у приповерхневій зоні. Першу партію комерційної руди відвантажили в 1982 році. Втім, вже наприкінці 1994-го видобуток припинився через низькі світові ціни на нікель. Всього за цей короткий проміжок змогли відправити споживачам 63 тисячі тонн сапролітової руди з середнім вмістом нікелю 2,45 %.
Ще важливішою (та перманентною) проблемою стали протести частини мешканців острова, які не бажали розвитку тут гірничої промисловості та воліли залишити Манікуані аграрним районом. Доволі значний обсяг вже видобутої руди знаходився на майданчиках зберігання (створення останніх є звичайним для зазначеного регіону, оскільки відправку руди з огляду на вимоги щодо вологості доцільно здійснювати влітку) і періодично HMC вдавалось організовувати завантаження суден — у 2001, 2004 та з травня по серпень 2016-го. В останньому випадку змогли відправити 5 рудовозів, після чого на майданчиках зберігання залишилось 900 тисяч тонн руди.
У 2022-му HMC отримала дозвіл на відновлення видобутку. Втім, компанія наполягає, що умови поточної ліцензії з максимальною потужністю рудника в 0,25 млн тонн на рік несприятливі з економічної точки зору та запропонувала план розробки з річною потужністю 3 млн тонн та завершенням розробки в 2037 році.